# Rue du Simplon
Rue du Simplon är en gata i Quartier de Clignancourt i Paris artonde arrondissement. Gatan är uppkallad efter Simplonpasset (franska: Col du Simplon) i södra Schweiz. Rue du Simplon börjar vid Rue des Poissonniers 107 och slutar vid Rue du Mont-Cenis 96. Vid Rue du Simplon är fickparken Jardin d'enfants de la Rue du Simplon belägen.

## Omgivningar
- Notre-Dame-du-Bon-Conseil
- Place Cécile-Brunschvicg
- Jardin Henri-Sauvage
- Square Maurice-Kriegel-Valrimont

## Bilder
| - Notre-Dame-du-Bon-Conseil. - Place Cécile-Brunschvicg. - Jardin Henri-Sauvage. - Square Maurice-Kriegel-Valrimont. |

## Kommunikationer
- Tunnelbana – linje  – Simplon
- Busshållplats Simplon – Paris bussnät

### Webbkällor
- ”Rue du Simplon”. Mairie de Paris. https://web.archive.org/web/20150514035903/http://www.v2asp.paris.fr/commun/v2asp/v2/nomenclature_voies/Voieactu/8609.nom.htm. Läst 30 augusti 2023.
- ”Rue du Simplon (18ème arrondissement)”. Les rues de Paris. https://web.archive.org/web/20190729201118/http://www.parisrues.com/rues18/paris-18-rue-du-simplon.html. Läst 30 augusti 2023.